# مرحبا (فیلم ۲۰۱۵)
«مرحبا» (انگلیسی: Viva) فیلمی ایرلندی در سبک درام است که در سال ۲۰۱۵ منتشر شد.